# Operação Sandstone

Sandstone-Yoke, 49 quilotons.

A Operação Sandstone foi uma série de testes de armas nucleares feita pelos Estados Unidos em 1948. Foi a terceira série de testes americanos, após Trinity em 1945 e Crossroads em 1946, e antecedendo Ranger. Assim como os testes Crossroads, os testes Sandstone foram realizados no Campo de Testes do Pacífico, embora no Atol de Enewetak, em vez do Atol de Bikini. Eles diferiam de Crossroads em que foi conduzida pela Comissão de Energia Atômica, com as forças armadas tendo apenas um papel de apoio. O propósito dos testes Sandstone também era diferente: eles eram principalmente testes de novos designs de bombas, em vez dos efeitos das armas nucleares. Três testes foram realizados em abril e maio de 1948 pela Força Tarefa 7, com uma força de trabalho de 10 366 pessoas, das quais 9 890 eram militares.
Os testes bem-sucedidos dos novos núcleos na Operação Sandstone tornaram todos os componentes das armas antigas obsoletos. Mesmo antes do terceiro teste ter sido realizado, a produção dos núcleos antigos foi interrompida, e todo o esforço foi concentrado na nova bomba nuclear Mark 4, que se tornaria a primeira arma nuclear produzida em massa. O uso mais eficiente do material físsil como resultado da Operação Sandstone aumentaria o estoque nuclear dos Estados Unidos de 56 em junho de 1948 para 169 em junho de 1949.

## Contexto Histórico

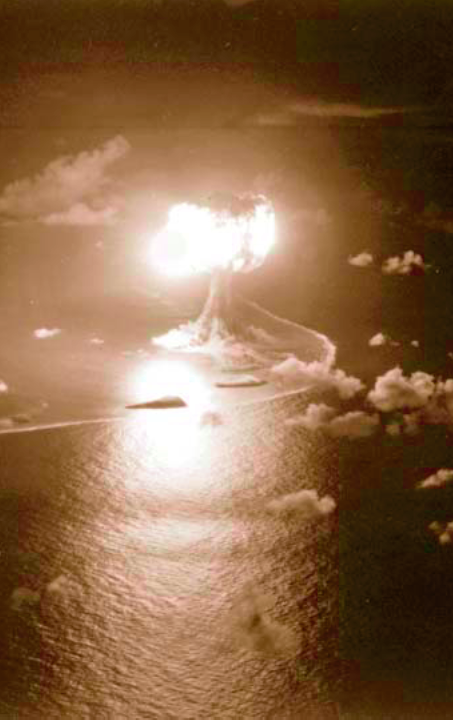
Explosão X-Ray da Operação Sandstone.

A operação Sandstone foi o segundo teste em série a ser realizado nas Ilhas Marshall, mas diferencia da primeira série (Operação Crossroads, 1946), onde foi primariamente uma série de testes científicos AEC com as forças armadas servindo em um papel de apoio. Seu propósito era a prova-teste do design melhorado das armas atômicas, onde o objetivo de Crossroads era testar os efeitos das armas nucleares em navios.
As armas foram testados em Enewetak por uma junta militar e organização civil designada Joint Task Force 7 (JTF 7). Esta era uma organização militar em forma, mas continha militares, serviço civil e pessoal contratado do Departamento de Defesa (DOD) e AEC. O comandante desta força foi o representante designado da AEC e relatados para ambos do Estado-Maior Conjunto dos Estados Unidos e o Comandante em chefe, Pacific.
"Força numérica DOD pico em SANDSTONE foi de aproximadamente 9890 soldados uniformizados, 350 civis DOD, 126 empreiteiros DOD, de total 10.366."

## História
Com autorização concedida em  27 de Junho de 1947 e o atol de Enewetak foi escolhido para área de teste em 11 de Outubro. Os testes tiveram como objectivo avaliar os novos desenhos de armas nucleares que tinham sido desenvolvidas no Laboratório Nacional de Los Alamos como parte do Projeto Manhattan e que, até ao momento, não tinham sido utilizadas. As bombas usaram oralloy, uma forma de urânio enriquecido, como substituto de plutónio, o qual tinha sido utilizado em todas as armas nucleares antes destas, com excepção da bomba Little Boy largada sobre Hiroshima, a qual empregou urânio-235. O teste X-Ray usou uma mistura de oralloy e plutónio na razão 2:1. Os testes Yoke e Zebra usaram unicamente oralloy.

## Operações
Como na Operação Crossroads, foi dado para cada detonação o seu próprio nome de código, retirado do Joint Army/Navy Phonetic Alphabet. Todos utilizados modificado montagens Mark III, e foram detonadas de 200 pés (61 m) torres. O calendário das detonações era uma questão de compromisso. Os experimentos de medição de raios gama necessária trevas, mas os B-17 drones que iria provar as nuvens necessários luz do dia para controlá-los. Como compromisso, as detonações Arenito tudo ocorreu pouco antes do amanhecer.
| Nome do Teste | Data                | Localização      | Potência*           | Nota |
| ------------- | ------------------- | ---------------- | ------------------- | ---- |
| X-Ray         | 14 de Abril de 1948 | Atol de Enewetak | 37 quilotons de TNT |      |
| Yoke          | 30 de Abril de 1948 | Atol de Enewetak | 49 quilotons        |      |
| Zebra         | 14 de Maio de 1948  | Atol de Enewetak | 18 quilotons        |      |

As três detonações em série da Operação Sandstone dos Estados Unidos estão abaixo:

### X-Ray

Sandstone X-Ray, 37 quilotons.

O dispositivo nuclear X-Ray usava um núcleo composto levitado. Detonada em Enjebi pouco antes do nascer do sol em 6:17 em 15 de abril de 1948, com um rendimento de 37 quilotons. A eficiência de utilização de plutônio foi cerca de 35%; a do urânio-235 foi de 25% ou mais. Este foi um pouco maior do que a previsão Los Alamos'. Os observadores assistindo a partir de navios na lagoa viram um flash brilhante, acompanhado de sensação de um aquecimento radiante. Uma nuvem de condensação 5 milhas náuticas (9,3 quilômetros; 5,8 mi) de diâmetro rapidamente envolveu a bola de fogo, que brilhava dentro da nuvem. Demorou 45 a 50 segundos para o estrondo da explosão alcançar os observadores.
Cerca de 20 minutos mais tarde, Bariko lança um helicóptero para verificar o cabo do guincho que foi para coletar amostras. Ele também reduziu barcos para testar os níveis de radioactividade na lagoa. B-17 aeronaves sem piloto zangão foram levados através das nuvens, e um tanque de luz zumbido foi usado para recuperar amostras de solo da cratera. Infelizmente, tornou-se bogged e teve de ser rebocado para fora dez dias depois.

### Yoke

Sandstone-Yoke, 49 quilotons.

O dispositivo nuclear Yoke usou um levitado all-urânio-235 do núcleo. Detonado em Aomon pouco antes do nascer do sol em 1 de maio de 1948 às 06:09, um dia de atraso devido aos ventos desfavoráveis. Os observadores viram um semelhante flash e sentia o mesmo calor como a explosão de raios-X, mas a 6 milhas náuticas (11 km; 6,9 mi) de largura de condensação de nuvens foi maior, e o som da explosão mais forte. Um observador comparou-o ao som de "um saco de papel que está com força estourar em uma pequena sala" Eles estavam corretos: Seu rendimento de 49 quilotons tornou-se a maior detonação nuclear desse tempo, mas foi considerado ineficiente e um desperdício de material físsil.

### Zebra

Sandstone-Zebra, 18 quilotons.

Zebra, o terceiro teste, e o último da série Sandstone, foi detonada em Runit pouco antes do nascer do sol em 6:04 em 15 de maio de 1948. Este teste foi caracterizado pela AEC Presidente David Lilienthal como o "mais difícil e mais importante" teste dos três. Ao usar um dos iniciadores de classe B, demonstrou que estes ainda poderia ser usado com confiança. Os observadores perceberam o flash e explosão como semelhante a dois testes anteriores, mas desta vez a base da nuvem condensação estava em 2.000 pés (610 m), o que deu aos observadores uma vista panorâmica sobre a bola de fogo, o que, portanto, parece ser mais brilhante e duram mais do que os outros dois. Looks estavam enganando: a sua. levitado urânio-235 núcleo produziu um rendimento de 18 quilotons.
Os procedimentos utilizados nos ensaios anteriores foram repetidos, mas desta vez o cabo de guincho roubado, e as amostras de teste tinham que ser recuperados por uma jipe, expondo a sua equipe para mais radiação. O pessoal Los Alamos atribuídos a remover os filtros de B-17 drones aparentemente tinha realizado o procedimento na X-Ray e Yoke sem problemas, mas desta vez três deles sofreu queimaduras de radiação em suas mãos graves o suficiente para precisar de ser hospitalizado e pele enxerto. Um dos homens que realizaram o procedimento para Yoke foi, então, também encontrado para ter queimaduras em suas mãos e foi hospitalizado também, mas recebeu alta em 28 de Maio. Mais uma vez o tanque zangão deu problemas, e esbarrado na cratera, mas as amostras de solo foram recuperadas pelo tanque zangão backup. Ambos os tanques foram posteriormente despejados no oceano.